# Рајко Ковачевић
Рајко Ковачевић (рођен 20. јула 1967. у Пљевљима) је црногорски инжењер електротехнике и политичар, члан Демократске партије социјалиста.  
Основну и средњу школу (природно-математички смјер) завршио је у Гимназији у Пљевљима са дипломом „Луча I“.  
Завршио је студије електротехнике, смер индустријска електроника, на ВТФ Загреб и ВТА Београд, где је стекао звање дипломираног инжењера електротехнике.  
Од 1994. до 1996. радио је у ФЕТС (фабрика електронских и телекомуникационих система) 1. децембар у Пљевљима на пословима развоја.  
Од 1998. године био је директор Поштанског и телекомуникационог центра у Пљевљима.  
У периоду од 1999. до 2001. и од 2010. до 2012. био је члан Извршног одбора ДПС-а.  
Од 2001. до 2010. у три мандата био је посланик у Скупштини Црне Горе, где је био члан Одбора за економију, финансије и буџет; Административног одбора; Одбора за европске интеграције и Одбора за сарадњу са НВО сектором.  
Од 2006. до 2008. године био је члан Одбора директора Рудника угља АД Пљевља.  
Од 2007. до 2012. обављао је функцију портпарола ДПС-а.  
Од 2012. до 2017. био је шеф Кабинета Председника Владе Црне Горе, учествовао у раду Савета за регулаторну реформу и унапређење пословног амбијента, Савета за НАТО и Комисије за производњу угљоводоника у подморју Црне Горе.  
Од 2018. до 2021. обављао је дужност извршног директора ДОО „Црногорски оператор тржишта електричне енергије“.  
Служи се руским и енглеским језиком.  
На сједници Скупштине општине, одржаној 23. фебруара 2022. године, изабран је за предсједника Општине Пљевља.  
Мандат је обављао до 26. априла 2023. године, када га је наследио Дарио Вранеш.  